# 293
El 293 (CCXCIII) fou un any comú començat en diumenge del calendari julià.

## Esdeveniments
- Dioclecià divideix l'Imperi Romà en quatre (tetrarquia).[1]
- Constanci I Clor pacifica la Bretanya.[2]